# Marșul morții din Bataan
Marșul morții din Bataan a fost transferul forțat realizat de către Armata Imperială Japoneză a cca. 60 - 80.000 de prizonieri de război americani și filipinezi din Saysain Point, Bagac și Mariveles la Camp O'Donnell, Capas, Tarlac, via San Fernando, Pampanga, prizonierii fiind forțați să mărșăluiască, în ciuda faptului că mulți au murit pe parcurs.

Ruta marșului

Transferul a început la 9 aprilie 1942, după bătălia de trei luni de la Bataan din Filipine în timpul celui de-Al Doilea Război Mondial. Distanța totală parcursă de la Mariveles la San Fernando și de la stația feroviară Capas la Camp O'Donnell este raportată în mod diferit de diferite surse, ca fiind între 96,6 și 112,0 km. Sursele raportează, de asemenea, pierderi foarte diferite ale prizonierilor de război înainte de a ajunge la Camp O'Donnell: de la 5.000 la 18.000 de morți filipinezi și de la 500 la 650 de morți americani în timpul marșului.
Marșul a fost caracterizat fără îndoială de abuzuri fizice severe și crime. După război, comandantul japonez, generalul Masaharu Homma și doi dintre ofițerii săi, generalul-maior Yoshitaka Kawane și colonelul Kurataro Hirano, au fost judecați de comisiile militare ale Statelor Unite pentru crime de război și condamnați la moarte sub acuzația că nu au împiedicat subordonații lor să comită crime de război. Homma a fost executat în 1946, în timp ce Kawane și Hirano au fost executați în 1949.